# Boris Tišma
Boris Tišma (* 20. Februar 2002 in Zagreb) ist ein kroatischer Basketballspieler. Er spielt auf der Position des Small Forwards.

## Laufbahn
Boris Tišma begann seine Laufbahn im Jahr 2013 in seiner Geburtsstadt Zagreb in der Jugend von KK Dubrava. Nach zwei Jahren im kroatischen Basketball wechselte der 13-jährige Tišma im Sommer 2015 nach Spanien, in den Nachwuchs von Real Madrid. Dort begann er zunächst in der U-14 (Infantil A) und durchlief in der Folge mehrere Altersstufen, bis er zur Saison 2018/19 in die U-18-Mannschaft (Júnior) gelangte, mit der er die spanische Meisterschaft sowie das prestigeträchtige und im Rahmen der EuroLeague ausgetragene Adidas Next Generation Tournament gewann. Parallel dazu spielte er auch in der Zweitmannschaft des Klubs Real Madrid B in der viertklassigen Liga EBA im Erwachsenenbereich. In der Saison 2019/20 stand er erneut im Kader der U-18 sowie der B-Mannschaft, feierte jedoch darüber hinaus am 12. Januar 2020, im Alter von 17 Jahren, in einem Spiel gegen den Lokalrivalen CB Estudiantes sein Debüt in der Liga ACB. In jener Saison kam er noch zu einem weiteren Einsatz im Profikader gegen Basket Saragossa 2002, bei dem er seine ersten beiden Punkte für den A-Kader von Real Madrid erzielte. Zum Zeitpunkt des Abbruches der Liga EBA aufgrund der COVID-19-Pandemie war er mit durchschnittlich 13,9 Punkten und 4,3 Rebounds pro Spiel eine der Stützen der B-Mannschaft.
Zur Saison 2020/21 wurde Boris Tišma in den ersten Kader von Real Madrid aufgenommen.

### Nationalmannschaft
Boris Tišma bestritt mit der kroatischen U-16-Mannschaft die Europameisterschaft 2017, wo er mit seiner Landesauswahl im Halbfinale an Frankreich scheiterte und nach einer weiteren Niederlage gegen Serbien im Spiel um Platz drei letztlich den vierten Endrang belegte. Ein Jahr später stand er erneut mit den Kroaten in der Endrunde der U-16-Europameisterschaft. Diesmal setzte sich seine Mannschaft im Endspiel mit 71:70 gegen Spanien durch und holte die Goldmedaille. Boris Tišma zählte zu den Stützen seiner Auswahl und brachte es im Laufe des Turniers auf durchschnittlich 18 Punkte und fünf Rebounds. Im Finale führte er seine Mannschaft mit 24 Punkten an und wurde im Anschluss ins All-Tournament Team gewählt.

## Erfolge und Ehrungen
Real Madrid
- Adidas Next Generation Tournament (U-18): 2018/19

Kroatische Nationalmannschaft
- U-16 Europameisterschaft: 2018

Persönliche Ehrungen
- All-Tournament Team der U-16 Europameisterschaft 2018